# Galgóczy Imre
Galgóczy Imre (Csúz, 1920. január 20. – Budapest, 2005. március 27.) magyar színész, szinkronszínész.

## Pályafutása
1920. január 20-án született Csúzon. Édesapja Galgóczy Endre szabómester, édesanyja Csabák Mária. A család Csúzon, Oroszkán és Csatán lakott. Elemi iskolai tanulmányait Oroszkán, polgári iskolai és gimnáziumi tanulmányait Léván végezte. Budapesten három évet járt a Pázmány Péter Tudományegyetemre, filozófiát hallgatott.
A második világháborúban Szentendrén esett fogságba, és a hírhedt temesvári fogolytáborba került. Hullottak mellette az emberek, és tömegsírokba temették őket. A táborszínház segített elviselni a rettenetes élményeket. Ott találkozott több későbbi pályatárssal, Somogyvári Rudolffal, Mádi Szabó Gáborral. A fogolyszínházban Illyés Gyula és József Attila verseit szavalta. Nagy szerencsével egy év után hazakerült.
Majd a Cserés Miklósból, Schöpflin Gyulából, Képes Gézából, Szobotka Tiborból álló zsűri előtt 150 jelentkezőből kiválasztották a rádióba, és a Falurádió műsorának állandó szereplője lett. Az 56-os forradalom után sokakhoz hasonlóan utcára került, és annak is örülhetett, hogy egy Pest környéki színtársulattal járhatta a vidéket.
Az idő múlásával enyhült a szigor, sok színészhez hasonlóan ismét játszhatott a fővárosban. Hosszú pályája során számos paraszthőst formált meg hitelesen. Játszott a Szegedi Nemzeti Színház, a Magyar Rádió, a Pest megyei Petőfi Színpad, a Madách Színház, a Déryné és a Népszínház társulatában.
1981-es nyugdíjba vonulása után sem pihent a Pesterzsébeten lakó művész. A tévében, rádióban, színházakban folytatta pályáját. Az Evangélium Színház egyik alapítója a rendszerváltozást követően. Több mint tíz éven át járta az országot. Műsorkínálatukban szerepelt Tamási Áron, Illyés Gyula, Németh László, Madách Imre és Sík Sándor.
Pesterzsébet sem feledkezett meg róla. Az önkormányzat minden ünnepi alkalomra meghívta fellépni, ahol Márait, Wass Albertet, Szabó Lőrincet és Illyés Gyulát szavalt. A kerület 2002-ben díszpolgári kitüntetésben részesítette. A kitüntetés után így nyilatkozott a helyi újságnak: „Ezért az elismerésért hálás vagyok felvidéki kis falumnak, Oroszkának, a lévai gimnáziumnak, ahol emberséget tanulhattam, a pesterzsébetieknek és a város vezetőinek. Egész életemben az embereket szolgáltam, s még vannak terveim.”
Terveit betegsége miatt nem tudta valóra váltani. 2002-ben megbetegedett, és már csak helyben vállalt fellépéseket. 2005. március 27-én meghalt. Hitte, hogy az emberekben ma is van érdeklődés a művészetek iránt. Élete során közel ezer településen lépett föl.
Híres szerepei: F. Sz. Pista (Gerencsér M.: Kerekeskút), William Cecil (Schiller: Stuart Mária), Kövesi Sándor (Lakatos M.: Akik élni akarnak).

## Színházi szerepei
A Színházi Adattárban regisztrált bejegyzéseinek száma: 46.
- Németh László: A két Bolyai....Lőrinc, inas

## Filmjei

### Mozi
- Kojak Budapesten (1980)
- Súlyos példa (1962)
- Sínek között (1962)
- A becsületrombolók (1959)

### Tévéfilmek
| cím                              | év   | szerep            | megjegyzés  |
| -------------------------------- | ---- | ----------------- | ----------- |
| Az öt zsaru                      | 1998 |                   | tévésorozat |
| Devictus Vincit                  | 1994 |                   | tévéfilm    |
| Kisváros                         | 1994 | Virágh / Szabó úr | tévésorozat |
| Privát kopó                      | 1992 |                   | tévésorozat |
| Szomszédok                       | 1987 |                   | tévésorozat |
| Kémeri                           | 1985 |                   | tévésorozat |
| T.I.R.                           | 1984 | Szása             | tévésorozat |
| Különös házasság                 | 1984 |                   | tévésorozat |
| Gyalogbéka                       | 1982 | postás            | tévésorozat |
| Képviselő úr                     | 1979 |                   | tévéjáték   |
| Mire megvénülünk                 | 1978 |                   | tévésorozat |
| A Zebegényiek                    | 1978 |                   | tévéfilm    |
| Kántor                           | 1976 | Szabó hadnagy     | tévésorozat |
| Megtörtént bűnügyek              | 1974 |                   | tévésorozat |
| Sólyom a sasfészekben            | 1973 |                   | tévésorozat |
| Különös vadászat                 | 1972 | Kemecsei őrnagy   | tévéfilm    |
| Othello Gyulaházán               | 1966 |                   | tévéfilm    |
| Én, Strasznov Ignác, a szélhámos | 1966 |                   | tévésorozat |

## Szinkronszerepei
| cím                              | eredeti cím                             | év   | szerep                          | színész               |
| -------------------------------- | --------------------------------------- | ---- | ------------------------------- | --------------------- |
| Párbaj a napon                   | Duel in the Sun                         | 1946 | Zeke, csapos                    | Robert McKenzie       |
| Mindenki haza!                   | Tutti a casa                            | 1960 | további magyar hang             |                       |
| A Cincinnati kölyök              | The Cincinnati Kid                      | 1965 | további magyar hang             |                       |
| Egy inas kalandjai Kaliforniában | The Adventures of Bullwhip Griffin      | 1967 | idős bányász a kötéllel         | Burt Mustin           |
| Mezítláb a parkban               | Barefoot in the Park                    | 1967 | idős csavargó a parkban         | Paul E. Burns         |
| Hétszer hét                      | Sette volte sette                       | 1968 | további magyar hang             |                       |
| Gyászszertartás                  | Smutecní slavnost                       | 1969 | további magyar hang             |                       |
| Hétalvó                          | Sleeper                                 | 1973 | Dr. Aragon                      | John McLiam           |
| A nagy zabálás                   | La grande bouffe                        | 1973 | Hector                          | Henri Piccoli         |
| A Keresztapa II.                 | The Godfather: Part II                  | 1974 | további magyar hang             |                       |
| Cápa 2.                          | Jaws 2                                  | 1978 | további magyar hang             |                       |
| Teresa Hennert románca           | Romans Teresy Hennert                   | 1978 | ruhatáros                       |                       |
| Főhivatal                        | Head Office                             | 1985 | Albert, Helmes-ék inasa         | Don McManus           |
| 9 és 1/2 hét                     | Nine 1/2 Weeks                          | 1986 | Farnsworth                      | Dwight Weist          |
| A mágia urai                     | The Lords of Magick                     | 1989 | további magyar hang             |                       |
| A Keresztapa III.                | The Godfather: Part III                 | 1990 | labdás fiú apja                 | Michael Boccio        |
| A kölyök                         | Kid                                     | 1990 | további magyar hang             |                       |
| Stanley és Iris                  | Stanley & Iris                          | 1990 | Leonides Cox                    | Feodor Chaliapin, Jr. |
| Telitalálat!                     | Bullseye!                               | 1990 | Helyi skót                      | Johnny Irving         |
| Az utolsó mohikán                | The Last of the Mohicans                | 1992 | Sachem                          | Mike Phillips         |
| Vinny, az 1ügyű                  | My Cousin Vinny                         | 1992 | törvényszolga                   | Bill Coates           |
| Az ártatlanság kora              | The Age of Innocence                    | 1993 | Philip                          | Brian Davies          |
| Összeomlás                       | Falling Down                            | 1993 | Jim, golfozó                    | Al Mancini            |
| Tombstone – A halott város       | Tombstone                               | 1993 | Fred White, Tombstone marsallja | Harry Carey, Jr.      |
| Ace Ventura: Állati nyomozó      | Ace Ventura: Pet Detective              | 1994 | Mr. Finkle                      | Bill Zuckert          |
| Kvíz-show                        | Quiz Show                               | 1994 | további magyar hang             |                       |
| Senki bolondja                   | Nobody`s Fool                           | 1994 | Horace Yaney                    | Kenneth Frawley       |
| Szerelem a Fehér Házban          | The American President                  | 1995 | ajtónálló                       | Beans Morocco         |
| Hirtelen pokol                   | An Occasional Hell                      | 1996 | további magyar hang             |                       |
| Éjfél a jó és rossz kertjében    | Midnight in the Garden of Good and Evil | 1997 | Mr. Glover                      | James Moody           |
| Az évszázad gyermekei            | Les enfants du siècle                   | 1999 | Larive                          | Michel Robin          |
| Örvénylő vizeken                 | The Weight of Water                     | 2000 | bíró                            | Joseph Rutten         |